# ساکی آیبو
ساکی آیبو (انگلیسی: Saki Aibu؛ زادهٔ ۲۰ ژوئن ۱۹۸۵) یک هنرپیشه اهل ژاپن است. وی از سال ۲۰۰۳ میلادی تاکنون مشغول فعالیت بوده‌است.